# Nadejda Txijova
Nadejda Txijova   (Ussólie-Sibírskoie, 29 de setembre de 1945) és una atleta russa, ja retirada, especialista en llançament de pes i guanyadora de tres medalles olímpiques i quatre títols europeus, i va establir set nous rècords mundials. Es convertí en la primera dona que aconseguí trencar la barrera dels 20 i 21 metres en aquesta disciplina. Es va retirar després dels Jocs Olímpics de 1976 i més tard va treballar com a entrenadora d'atletisme a Sant Petersburg.

## Biografia
Va néixer el 29 de setembre de 1945 a la ciutat d'Ussólie-Sibírskoie, població situada a l'óblast d'Irkutsk, que en aquells moments formava part de la República Socialista Federada Soviètica de Rússia (Unió Soviètica) i que avui dia forma part de Rússia.
Chizhova era el quart fill d'una família i va perdre el seu pare als quatre anys. Va practicar llançament de pes als 16 anys. Després de graduar-se en una escola de medicina local, el 1963 es va traslladar a Sant Petersburg per entrenar amb Viktor Alekseyev, un destacat entrenador soviètic que va formar millors llançadors de pes soviètics com Tamara Press, Galina Zybina i Tamara Tyshkevich. Dos anys més tard Chizhova va guanyar el títol europeu júnior en llançament de pes i llançament de disc, i el 1966 va guanyar el títol europeu regular en llançament de pes.
Va participar, als 23 anys, en els Jocs Olímpics d'Estiu de 1968 celebrats a Ciutat de Mèxic (Mèxic), on va aconseguir guanyar la medalla de bronze en la competició femenina de llançament de pes. El 1968, Chizhova era la titular del rècord mundial i la favorita per la medalla d'or olímpica, però va acabar tercera a causa d'una lesió al genoll que va patir durant l'entrenament. Després de recuperar-se, va guanyar els títols europeus el 1969 i el 1971 i en els Jocs Olímpics d'Estiu de 1972 realitzats a Múnic (Alemanya Occidental) aconseguí la medalla d'or. Es va retirar el 1977, després de quedar segona als Jocs Olímpics d'Estiu de 1976 realitzats a Mont-real (Canadà) guanyà la medalla de plata en aquesta mateixa competició. Va citar dos motius per a la seva jubilació: la disminució de la motivació i la mort del seu entrenador (Alekseyev) el 1977. Quan es retirava, va donar a llum una filla i va tenir una llarga carrera com a entrenadora d'atletisme. Una de les seves aprenents, Larisa Peleshenko, va guanyar una medalla de plata en el llançament de pes als Jocs Olímpics del 2000.